# Atheta frigida
Atheta frigida är en skalbaggsart som beskrevs av J. Sahlberg 1880. Atheta frigida ingår i släktet Atheta, och familjen kortvingar. Arten är reproducerande i Sverige.